# Hold My Hand
A Hold My Hand Michael Jackson és Akon énekesek duettje, amely Jackson Michael című posztumusz albuma első kislemezeként jelent meg, 2010-ben. A dalt Jackson és Akon együtt írta, és eredetileg Akon 2008-ban megjelent Freedom című albuma első kislemezének szánták. 2010-ben Akon új vokálokat énekelt fel a dalhoz.

## Háttere és megjelentetése
Claude Kelly, a dal társszerzője elmondta a HitQuartersnek, hogy a dal írásakor eredetileg Whitney Houstonra gondolt. Akon és Kelly épp Houston I Look to You albumára írtak dalokat, és Kelly egy Akon által félbehagyott dalból készítette a Hold My Handet. Akon, miután meghallotta a dalt, megkedvelte, és úgy döntött, megtartja magának. Nem sokkal később Akon Las Vegasba ment, hogy Michael Jackson következő albumán dolgozzon. Jacksonnak is megtetszett a dal, és szeretett volna ő is dolgozni rajta. Akont és Jacksont egyaránt a barátság és összefogás témája fogta meg a dalban. Jackson és Akon 2008-ban énekelték fel a dalt. Akon 2010-ben, pár nappal a megjelenés előtt még felénekelt pár vokált hozzá. Jackson egy kézírásos feljegyzése, amit birtokán, Neverlanden találtak, arra utal, hogy ezt a dalt szánta következő albuma első kislemezének. A dal 2008-ban, még befejezetlen állapotában kiszivárgott az internetre és emiatt lekerült Akon 2008-as, Freedom című albumának végleges dallistájáról. Ez volt az utolsó új Jackson-dal, ami még az énekes életében kiszivárgott.
„A világ még nem állt készen rá, hogy hallja a Hold My Handet, amikor pár éve kiszivárgott. Nagyon elkeserített a dolog. De most eljött az ideje: befejezett állapotában hihetetlenül gyönyörű, himnuszszerű dal lett. Nagyon büszke vagyok rá, hogy együtt dolgozhattam Michaellel, aki mindig az egyik bálványom volt” – nyilatkozta Akon. A hivatalos megjelenés előtt Akon bejelentette a Twitteren, hogy a végső változatban több lesz Michael hangjából.
A dal 2010. november 15-én jelent meg, keleti parti időszámítás szerint éjfél után egy perccel (6:00 CET), és meg lehetett hallgatni Jackson hivatalos weboldalán. Jackson unokaöccse, Taj Jackson azt mondta, nagybátyja büszke volt a dalra. „Sosem felejtem el a mosolyt az arcán, amikor a vegasi Palms hotelban lévő szobájában lejátszotta a dalt.” Ez Jackson és Akon második duettje a Wanna Be Startin’ Somethin’ 2008 után, ami nagy sikert aratott.

## Fogadtatása
A dal nagyrészt pozitív kritikákat kapott, eltérően az előző, csak promóciós céllal megjelent daltól, a Breaking Newstől. Ashante Infantry, a Toronto Star riportere szerint „fülbemászó, jóindulatú új eleme Jackson katalógusának (…) az énekes angyali tenorjának szárnyalása kiemeli a dal szeretetről és egységről szóló üzenetét, hasonlóan Jackson legutóbbi listavezető számához, az 1995-ös You Are Not Alone-hoz.” A Huffington Post munkatársa, Joe Vogel is dicsérte a dalt: „egyszerű, de nagy erejű dal, ami megtestesít rengeteg mindent, amit a rajongók szerettek Michael Jacksonban… a személyes itt valami sokkal mélyebbé és egyetemesebbé válik (…) fülbemászó refrénjébel és óriási crescendójával minden megvan benne, ami slágerré teheti”. Vogel azt is megjegyezte, hogy az első sor, a „This life don't last forever” ('Az élet nem tart örökké') megrendítő emlékeztető az élet mulandóságára. Az MTV munkatársa, Gil Kaufman szerint „a felemelő Hold My Hand Jacksonak a szeretetről szóló klasszikus dalainak egyike, szívbemarkoló felhívás az egységre”. Gerrick D. Kennedy a Los Angeles Times zenei blogjában azt írta, hogy „a felemelő, közepes tempójú dal klasszikus M. J.”
Negatív kritikát többek közt a Yahoo! Music munkatársa, Chris Willman írt, aki szerint a dal a Hootie & the Blowfish azonos című dalából emelt át részleteket, illetve a Minneapolis City Pages újságírója, Ray Cummings, aki szerint „nem lehet megúszni a csalódottságot és lehangoltságot a dal sekélységétől”. A Boston Herald kritikusa, Jed Gottlieb szerint a dal „átlagos, autotune-olt Akon-dal” és „Jackson morog a sírjában”. Jason Lipshutz, a Billboard magazin munkatársa szerint a dal „nem klasszikus Jackson-kislemez”, de „a rajongók biztosan szívesen hallanak egy stílusos popdalt, ami nem foglalkozik az énekes problémákkal teli életével”.
A dal a Billboard Hot R&B/Hip-Hop Songs slágerlista 53. helyén nyitott a 2010. november 27-én végződő héten. A Billboard Hot 100-on, ahol a 84. helyen nyitott, ez lett Jackson 48. száma. Ugyanezen a héten az Adult R&B Airplay slágerlista 16. helyén nyitott, ezzel 2010 legmagasabb pozícióban debütáló dala lett. A dal Jackson első top 40 dala lett a Billboard Hot 100-on a 2002-ben megjelent Butterflies óta. A dal a 2011. január 15-én végződő héten a 24. helyen nyitott a Billboard Jazz Songs slágerlistán, és a 16. helyig jutott; ezen a listán ez Jackson első dala. A SoundScan adatai szerint a dal 2011 januárjának közepéig 304 000 példányban kelt el.

## Videóklip
A dal videóklipjét Mark Pellington rendezte, és 2010. november 22-én kezdték forgatni a kaliforniai Tustinban, többek közt egy helyi repülőgéphangárban. Jackson hivatalos weboldalán kerestek rajongókat, akik szerettek volna szerepelni benne. December 4-én megjelent a klipből egy 30 másodperces előzetes Michael Jackson hivatalos YouTube-csatornáján és weboldalán. A klipelőzetesben táncoló rajongókat lehetett látni és részleteket Jackson híres bukaresti koncertjéből, amire a Dangerous turnén került sor, és ami a Live in Bucharest: The Dangerous Tour DVD-n is megjelent. Magát a videóklipet december 9-én mutatták be Jackson hivatalos weboldalán és más weboldalakon. A klipben a Dangerous turné bukaresti és a HIStory turné müncheni felvételein kívül az éneklő Akon, Jacksonra emlékeztető ruhákban táncoló gyerekek, valamint érzelmes jelenetek láthatóak.

## Megjelenések
CD Maxi  Európa Epic – 88697834032, Epic – 88697 83403 2, MJJ Music – 88697834032, MJJ Music – 88697 83403 2 
1. Hold My Hand (Album Version) 3:32
2. Hold My Hand (Vocals & Orchestra Version) 3:45
3. Hold My Hand (Alternate Mix) 3:49
4. Hold My Hand (Instrumental Version) 3:31

## Közreműködők
- Írta Aliaune Thiam, Giorgio Tuinfort és Claude Kelly
- Producer: Akon és Giorgio Tuinfort
- Társproducer: Michael Jackson
- Vokálok: Mack Woodward, Justin Pintar, Matt Paul, Miguel Scott, Kory Aaron, Eelco Bakker, Ryan Wiese
- Keverés: Serban Ghenea
- Programozás: Akon, Giorgio Tuinfort
- Elrendezés: Franck van der Heijden
- Zenekar: Dennis Krijnen

## Slágerlista
| Slágerlista (2010–11)                                     | Legjobb helyezések |
| --------------------------------------------------------- | ------------------ |
| Ausztrália (ARIA)                                         | 37                 |
| Ausztria (Ö3 Austria Top 40)                              | 9                  |
| Belgium (Ultratop 50) Flanders                            | 10                 |
| Belgium (Ultratop 50) Wallonia                            | 8                  |
| Kanada (Canadian Hot 100)                                 | 16                 |
| Csehország Czech Airplay Chart (IFPICR)                   | 13                 |
| Dánia (Tracklisten)                                       | 3                  |
| Finnország (IFPI)                                         | 16                 |
| Franciaország (SNEP)                                      | 27                 |
| Németország (Official German Charts)                      | 7                  |
| Németország (Airplay Chart)                               | 1                  |
| Magyarország (Single Top 40)                              | 10                 |
| Írország (IRMA)                                           | 21                 |
| Olaszország (FIMI)                                        | 4                  |
| Japán (Billboard Japan Hot 100)                           | 13                 |
| Hollandia (Single Top 100)                                | 28                 |
| Új-Zéland (Recorded Music NZ)                             | 6                  |
| Norvégia (VG-lista)                                       | 9                  |
| Lengyelország (Polish Airplay Top 100)                    | 2                  |
| Lengyelország Polish Dance Chart (ZPAV)                   | 40                 |
| Skócia (Official Charts Company)                          | 17                 |
| Spanyolország (PROMUSICAE)                                | 7                  |
| Spanyolország (Airplay Chart)                             | 1                  |
| Svédország (Sverigetopplistan)                            | 8                  |
| Svájc (Schweizer Hitparade)                               | 9                  |
| Egyesült Királyság (Official Charts Company) UK R&B       | 3                  |
| Egyesült Királyság (Official Charts Company) UK Singles   | 10                 |
| Amerikai Egyesült Államok Billboard Hot 100               | 39                 |
| Amerikai Egyesült Államok Billboard Hot R&B/Hip-Hop Songs | 33                 |
| Amerikai Egyesült Államok Billboard Pop Songs             | 38                 |
| Amerikai Egyesült Államok Billboard Jazz Songs            | 16                 |

## Év végi összesítések
| Slágerlista (2010)                   | Helyezések |
| ------------------------------------ | ---------- |
| Németország German Singles Chart     | 91         |
| Egyesült Királyság Singles Chart     | 168        |
| Slágerlista (2011)                   | Helyezések |
| Magyarország Hungarian Airplay Chart | 28         |
| Spanyolország Spanish Singles Chart  | 35         |

## Megjelenési dátumok
| Régió                     | Dátum              | Formátum    |
| ------------------------- | ------------------ | ----------- |
| Ausztria                  | 2010. november 15. | Letöltés    |
| Franciaország             | 2010. november 15. | Letöltés    |
| Új-Zéland                 | 2010. november 15. | Letöltés    |
| Ausztrália                | 2010. november 15. | Letöltés    |
| Olaszország               | 2010. november 15. | Letöltés    |
| Belgium                   | 2010. november 15. | Letöltés    |
| Svédország                | 2010. november 15. | Letöltés    |
| Németország               | 2010. november 15. | Letöltés    |
| Dánia                     | 2010. november 15. | Letöltés    |
| Spanyolország             |                    | Letöltés    |
| Kína                      | 2010. november 17. | Letöltés    |
| Lengyelország             | 2010. november 18. | Letöltés    |
| Amerikai Egyesült Államok | 2010. november 18. | Letöltés    |
| Ausztria                  | 2010. december 3.  | CD kislemez |
| Németország               | 2010. december 3.  | CD kislemez |
| Egyesült Királyság        | 2010. december 5.  | Letöltés    |
| Egyesült Királyság        | 2010. december 6.  | CD kislemez |
| Franciaország             | 2010. december 6.  | CD kislemez |